# Istvan Hitzelberger
István Hitzelberger (1965) is een Nederlands acteur die zowel op het toneel als op tv te zien is.

## Opleiding
István volgde de dansacademie in Tilburg en studeerde af aan de Kleinkunst Academie in Amsterdam.
Daarnaast volgde hij een masterclass bij Giselle May, Jasperina de Jong en Christiane Legrand.
Naast acteur is hij ook componist en tekstschrijver.

## Tv
Series
- In de Vlaamsche pot
- Kwestie van Smaak
- Flikken
- Het Glazen Huis (als Boris Donkers)
- Goede tijden, slechte tijden (als Diederik in 't Veld).

## Theater (beknopt)
- 1994/1995:My Fair Lady als ensemble
- 1996: Klei & Hitzelberger als solist samen met Gerrie van der Klei
- 1997: Kleine Sofie & Lange Wapper als Meester Jeroen, Giraffer, Kind Wapper, Zigeuner en Kleerkast
- 1999: Primeur
- 2002: The Mousetrap als Paravincini
- 2001/2002:Titanic als Edgar Beane
- 2002/2003:Tel uit je winst als Inspecteur van Maanen
- 2004/2005:de Jantjes als Blauwe Toon
- 2005/2006:Pietje Bell, de Musical als Vader Bell
- 2007: De Zolder van Hakim
- 2008: De Doorgestoken Kaart Show
- 2008/2009: Tarzan als Mr. Porter

## Trivia
- Hij stond in het theater met Liedjes voor gelukkige mensen. Hij zong gedichten van Moeyaert en van Charlotte Mutsaers op eigen muziek.
- Daarnaast is hij regelmatig te zien op De Parade en deed hij mee aan cabaretprogramma Primeur.